# NATO (album)
NATO je studijski album skupine Laibach, ki je izšel leta 1994 pri založbi Mute Records. Album vsebuje priredbe skladb z vojno tematiko, med drugim skladbe »War«, »The Final Countdown«, »In the Army Now« in »Marš na Drino«.

## Seznam skladb
| Št. | Naslov                                         | Originalna izvedba                               | Dolžina |
| --- | ---------------------------------------------- | ------------------------------------------------ | ------- |
| 1.  | „NATO‟ (Gustav Holst)                          | "Mars, prinašalec vojne"                         | 5:45    |
| 2.  | „War‟ (Barrett Strong, Norman Whitfield)       | The Temptations                                  | 4:10    |
| 3.  | „Final Countdown‟ (Joey Tempest)               | Europe                                           | 5:40    |
| 4.  | „In the Army Now‟ (Ferdi Bolland, Rob Bolland) | Bolland & Bolland, Status Quo                    | 4:31    |
| 5.  | „Dogs of War‟ (David Gilmour, Anthony Moore)   | Pink Floyd                                       | 4:43    |
| 6.  | „Alle gegen alle‟ (Gabi Delgado)               | Deutsch Amerikanische Freundschaft               | 3:52    |
| 7.  | „National Reservation‟ (John D. Loudermilk)    | "Indian Reservation" (Paul Revere & the Raiders) | 3:46    |
| 8.  | „2525‟ (Rick Evans)                            | Zager and Evans                                  | 3:48    |
| 9.  | „Mars on River Drina‟ (Stanislav Binički)      | "Marš na Drinu"                                  | 4:48    |

## Gostje
- Komorni zbor AVE – Spremljevalni vokali
- Tamara Žagar – vokal (klasični sopran) (2)
- Vasja Ulrih – vokal (bas) (7, 8)
- 300.000 V.K. – programiranje

## Produkcija
- Oblikovanje: New Collectivism Studio (Novi kolektivizem/NK)
- Aranžmaji: Slavko Avsenik mlajši
- Mastering: John Dent
- Mix: Spencer May, Julian Briottet, Paul Kendall, Mark Stent
- Snemalci: Peter Zbačnik, Silvester Žnidaršič, Felix Casio (=Srečko Bajda)
- Tehniki: Borut Kržišnik, Felix Casio, Iztok Turk, Janez Križaj, Nikola Sekulovič